# 陈至达
陈至达（1927年—？），男，福建漳州人，中国矿山工程力学专家，曾任中国矿业大学教授、博士生导师，第六、七届全国人大代表。